# 6995 Мінояма
6995 Мінояма (6995 Minoyama) — астероїд головного поясу, відкритий 24 січня 1996 року.
Тіссеранів параметр щодо Юпітера — 3,425.